# USS Detroit (LCS-7)
USS Detroit (LCS-7) — сьомий корабель класу бойових кораблів прибережної зони (LCS) і четвертий в класі LCS типу «Фрідом». Корабель названий на честь міста Детройт, штат Мічиган.

## Будівництво
Корабель прибережної зони USS «Detroit» (LCS-7) було закладено 8 листопада 2012 року на корабельні компанії Marinette Marine Corporation, розташованої в місті Марінетт, штат Вісконсин, США.
4 липня 2014 було офіційно оголошено, що корабель буде введений в експлуатацію в місті Детройт, на річці Детройт, на весні 2016 року. Портом приписки стане Сан-Дієго, штат Каліфорнія. 18 жовтня 2014 року на корабельні відбулася церемонія хрещення. Хрещеною матір'ю стала пані Барбара Левін, дружина американського сенатора Карла Левіна. Корабель названий на честь міста Детройт і є вже шостим кораблем з цим ім'ям в складі ВМС США. Після церемонії хрещення відбувся спуск на воду.
12 серпня 2016 року передано замовнику - ВМС США.  22 жовтня 2016 року в Детройті, штат Мічиган, на річці Детройт відбулася церемонія введення в експлуатацію.

## Бойова служба
28 лютого 2017 року поблизу Норфолка біля узбережжя штату Вірджинія ВМС США провели перші успішні випробувальні пуски малогабаритної керованої ракети AGM-114L-8A Longbow Hellfire з модульної вертикальної пускової установки Surface to Surface Missile Module (SSMM) з борту корабля.
23 листопада 2019 року потопив занедбане судно, з яким зіткнувся під час розміщення в зоні відповідальності Південного командування США. яке представляло б небезпеку для судноплавства. Під час цього розгортання в карибському, центральному та латиноамериканському районах USS Detroit за допомогою вертольота і бригади правоохоронних органів USCG підтримують місію Об'єднаної міжвідомчої цільової групи South, яка включає в себе патрулювання і боротьбу з наркотиками, а також виявлення та моніторинг незаконного обігу в Карибському басейні і східній частині Тихого океану.
В травні 2020 року в складі угруповання до якого ще входять есмінці КРО USS Preble (DDG-88), USS Lassen (DDG-82) та USS Farragut (DDG-99), був відправлений Білим Домом в Карибське море, щоб не пропустити іранські нафтотанкери до берегів Венесуели.
Наприкінці жовтні 2020 року стало відомо, що через вихід з ладу трансмісії, а саме, в системі, що передає крутний момент двох газотурбінних та двох дизельних двигунів на водні турбіни, корабель вимушений передчасно повернутись до Сполучених Штатів. Очікується, що ремонт буде здійснено у Мейпорті (штат Флорида).
У фіскальному бюджеті на 2022 рік частково через високу вартість заміни редукторної системи та виправлення шкоди, завданої під час виходу з ладу рушійної системи, ВМФ США запропонувало вивести зі складу флоту та зняти з озброєння LCS Detroit та сестринський корабель USS Little Rock (LCS-9).